# Vogelkäfig

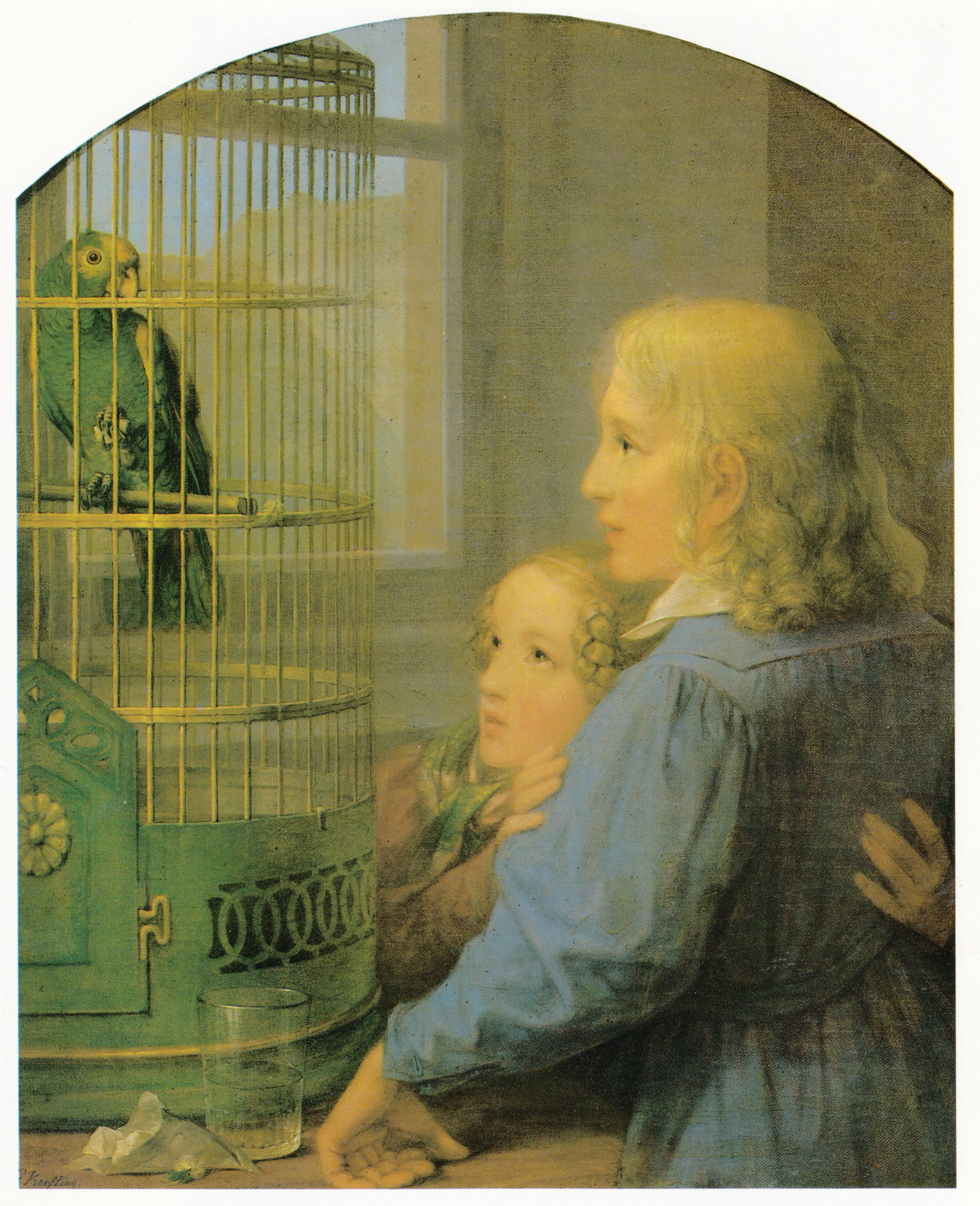
Zwei Kinder mit Papageienkäfig (von Georg Friedrich Kersting, ca. 1835)

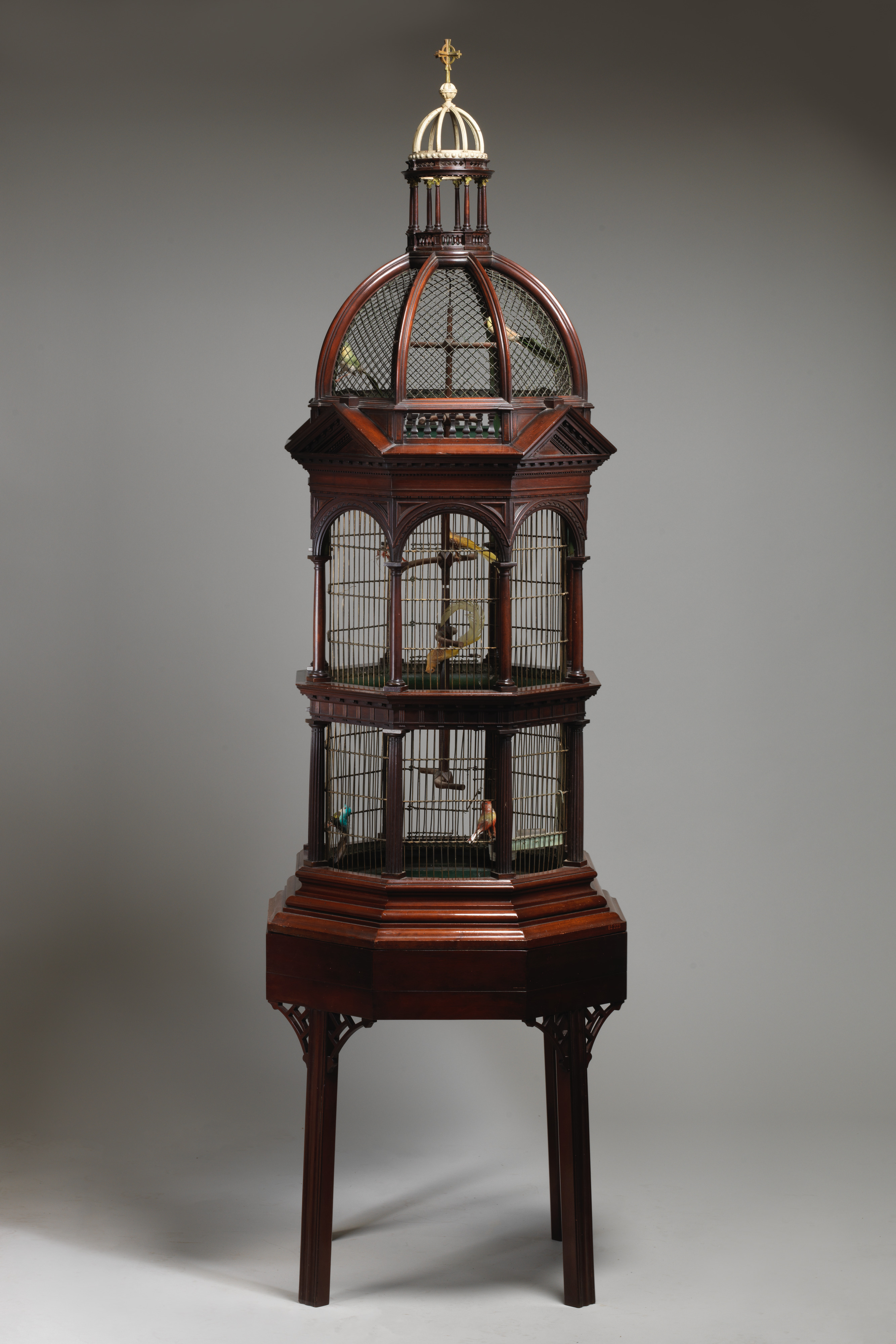
Britischer Vogelkäfig, ca. 1750, Mahagoniholz und Messing, Maße: 217,8 × 62,9 × 62,9 cm, Metropolitan Museum of Art (New York City)

Ein Vogelkäfig ist ein Käfig, welcher dazu entworfen wurde, um Vögel als Haustiere zu halten.

## Gestaltung und Größe
Antike Vogelkäfige sowie Vogelkäfige im antiken Stil sind beliebte Sammlerobjekte und werden oft als Dekorationselement verwendet. Die meisten sind jedoch nicht geeignet, um lebende Vögel unterzubringen, da sie zu klein sind oder ihre Form, ihre Konstruktion oder das Material nicht adäquat ist. Breitere, qualitativ hochwertige Käfige, die speziell für Haustiere entworfen wurden, sind besser geeignet.
Generell gilt, dass je größer und je aktiver ein Vogel ist, desto größer auch der Käfig sein sollte. Ein weiterer entscheidender Faktor für die Größe des Käfigs ist die Zeit, die der Vogel in ihm verbringen wird. Ein Vogel, der die meiste Zeit innerhalb des Käfigs verbringt, benötigt einen größeren Käfig als einer, der nur die Nacht darin verbringt.
Manche Vögel haben besondere Bedürfnisse. Amazonen und Nymphensittiche brauchen horizontal platzierte Sitzstangen, damit sie klettern können. Bei Vögeln, die das Futter während des Fressens verteilen, sollte eine Einrichtung zum Auffangen des Futters installiert werden. Manche  Vögel benötigen ein Nest oder eine Nistbox sowie einen größeren Käfig, um zu brüten. Der Käfig muss bei intelligenten Vögeln wie Papageien oder Krähen besonders gesichert werden, damit diese nicht ausbrechen. Zusätzlich brauchen diese Vögel auch Spielzeuge, um sich zu beschäftigen. Papageien sind bekannt dafür, dass sie am Käfig knabbern und Aras können die Gitterstäbe von eher instabilen Käfigen auseinanderziehen. Käfige, die mit Zink beschichtet sind oder aus Kaninchendraht bestehen, können bei Papageien über mehrere Jahre zu Vergiftungen führen.
Die meisten Papageienkäfige sind aus Schmiedeeisen hergestellt und mit nicht-toxischem Farben pulverbeschichtet. Ein neuer Trend sind Käfige aus stabilem Edelstahl.

## Geschichte
Die erste Nutzung von Vogelkäfigen fand in der Antike in Mesopotamien, Ägypten, Persien, Griechenland, Rom, China, Indien, Babylon und an weiteren Orten statt. Während dieser Zeit wurden Vögel häufig aus religiösen oder symbolischen Gründen gehalten, galten aber auch als Zeichen von Reichtum und Aristokratie, wie beispielsweise afrikanische Vögel, die für römische Höfe importiert wurden. Dieser Trend setzte sich in Europa fort, nachdem Portugal Kanarienvögel im 16. Jahrhundert wiedereinführte. Der Harz in Deutschland wurde bekannt für die einzigartige Gestaltung von Vogelkäfigen, die mit sorgfältigen Schnitzereien Kuckucksuhren nachempfunden waren. Der Handel mit exotischen Vögeln wurde sehr lukrativ und einige Vögel wurden nach ihrem Gewicht in Gold bezahlt. Vögel in Gefangenschaft waren ein Statussymbol und wurden in reichen Haushalten und Fürstenhöfen und insbesondere von Monarchen in ganz Westeuropa gehalten. Die Kreativität in der Gestaltung von Vogelkäfigen war im 18. und 19. Jahrhundert besonders ausgeprägt. Die Einflüsse reichten von China bis zum gotischen Europa. Der Höhepunkt der Vogelhaltung war wahrscheinlich im Viktorianischen Zeitalter. Innovative Designs und besondere Materialien trafen den Nerv der Zeit. Auch in Amerika wurden Vögel in hölzernen Käfigen oder in Bambuskäfigen von Siedlern zu Kolonialzeiten gehalten. 1874 wurde die Andrew B. Hendryx Company (damals Hendryx & Bartholomew) in Amerika gegründet, die sich neben dem Harz als einer der führenden Hersteller für modische Vogelkäfige einreihte. Als im frühen 20. Jahrhundert Art déco und die Arts and Crafts Movement aufkamen, wurden auch Vogelkäfige entsprechend gestaltet; meist als Hängekäfige im orientalischen Stil. Den nächsten großen Wechsel gab es im Atomzeitalter, als Plastik das Material der Wahl wurde und Käfige als Massenware produziert werden konnten. Schleichend wurden die Eisen- und Plastikkäfige durch große und schnittige Stahlkäfige ersetzt.

## Sicherheit
Ein Käfig für einen zahmen Vogel, der diesen jeden Tag verlassen kann, sollte groß genug sein, damit der Vogel seine Flügel strecken kann, ohne dass er dabei die Käfigseiten- oder Einrichtung berührt. In manchen Ländern ist es sogar illegal, einen Vogel in einem Käfig zu halten, in dem dies nicht möglich ist. Die Flügelspannweiten von beliebten Vögeln reichen von ca. 30 cm bei einem Wellensittich und 41 cm bei einem Nymphensittich, bis zu 91–122 cm bei größeren Aras. Rechteckige Käfige ersetzen heute runde Käfige, die zu verletzten Flügeln führen können.
Finken und Kanarienvögel benötigen größere Käfige, die lang genug sind, damit die Vögel fliegen können. Die Gitterstäbe sollten so platziert sein, dass neugierige Vögel nicht mit dem Kopf stecken bleiben können. Außerdem sollte der Käfig mit einer nicht-toxischen Farbe behandelt sein, da Vögel dazu tendieren, am Käfig zu nagen und sie beim Konsum von toxischer Farbe sterben können.

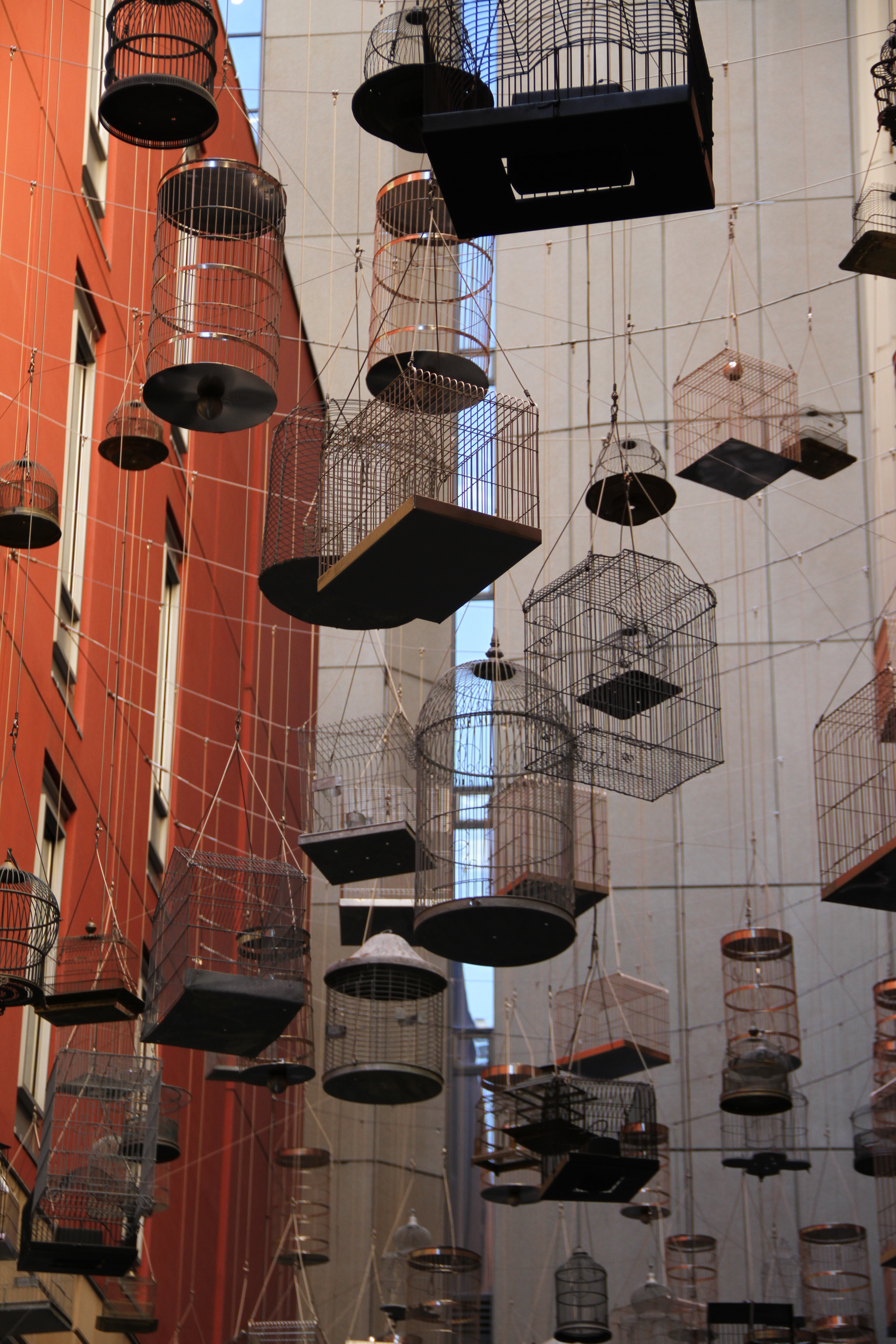
Vogelkäfige im Kunstwerk „Forgotten Songs“, Sydney

Käfige sollten zudem auch mit geeigneten Sitzstangen ausgestattet sein. Die Stangen sollten in verschiedenen Umfängen vorhanden sein, wobei der Umfang immer groß genug sein sollte, sodass sich die Zehen des Vogels nicht überlappen oder komplett um die Stange greifen können. Flugkäfige und Volieren sollten Sitzstangen an beiden Enden haben und in der Mitte Platz haben für den Flug.